# Super Bowl XXV
Der Super Bowl XXV war der 25. Super Bowl, das Endspiel der Saison 1990 der National Football League (NFL). Am 27. Januar 1991 standen sich die Buffalo Bills und die New York Giants im Tampa Stadium in Tampa Bay, Florida, gegenüber. Sieger waren die New York Giants bei einem Endstand von 20:19, und zum Super Bowl MVP wurde der Runningback der Giants, Ottis Anderson, gewählt.

## Hintergrund
Die New York Giants von Coach Bill Parcells hatten die National Football Conference nach einem 15-13 über die San Francisco 49ers gewonnen. Die Giants zeichneten sich durch eine harte Defensive um die Pro-Bowl-Linebacker Pepper Johnson und Lawrence Taylor aus, die dem Gegner lediglich 4.392 Yards Raumgewinn und die wenigsten Punkte in der NFL gestatteten (211). Die Offensive (335 Punkte, NFL-weit Platz 15) hingegen galt als mittelmäßig, insbesondere nachdem Starting-Quarterback Phil Simms sich verletzte und durch seinen Backup Jeff Hostetler ersetzt wurde. Allerdings war der Angriff der Giants auch dafür bekannt, durch starkes Laufspiel („Smashmouth Offense“) lange Angriffsserien fahren zu können, und dem Gegner wenig Chancen auf Ballbesitz zu geben.
Die Buffalo Bills von Coach Marv Levy hatten die American Football Conference souverän mit 51:3 gegen die Los Angeles Raiders gewonnen. Herzstück der Bills war die „K-Gun“-Offensive (eine Form der Hurry-up offense, in der auf die Bildung eines Huddle weitestgehend verzichtet wird) um Quarterback Jim Kelly, Tight End Keith McKeller (dem Namenspaten des K-Guns), Runningback Thurman Thomas und Wide Receiver Andre Reed, die 428 Punkte erzielte (NFL-weit Platz 1). Defensiv prunkten die Bills mit dem amtierenden NFL Defensive Player of the Year, Defensive End Bruce Smith, dem 19 Quarterback Sacks gelangen, und einem harten Linebacker-Corps mit Darryl Talley, Shane Conlan, und Cornelius Bennett, die nur 263 Punkte zuließ (NFL-weit Platz 6). Bei Standardsituationen galt Steve Tasker als einer der besten Special-Teams-Spieler der Liga. Center Kent Hull, Kelly, Thomas, Reed, Smith, Talley, Conlan, Bennett und Tasker wurden alle in den Pro Bowl gewählt.
Um die „K-Gun“-Offensive zu stoppen, entwarf Bill Belichick, der Defensive Coordinator der Giants, eine spezielle Verteidigungsstrategie. Anstelle wie normal drei bzw. vier Mann in der Defensive Line, vier bzw. drei Linebackern und vier Defensive Backs ließ er mit nur zwei Defensive Linemen, vier (manchmal nur drei) Linebackern und fünf (manchmal sogar sechs) Defensive Backs spielen, um durch die numerische Überlegenheit in der Secondary das Passspiel der Bills zu unterbinden. Mit den 2:4:5- bzw. 2:3:6-Defensiven nahm Belichick in Kauf, dass durch die unterbesetzte Line das Laufspiel von Buffalo starkgemacht wurde. Hierbei sollten die Giants-Defensive Backs weit zurückweichen, um Kelly keine tiefen Würfe anzubieten, und kurze Würfe mit harten Tacklings bestrafen.
Vor dem Match galten die Bills als Favorit: die Buchmacher favorisierten sie um sieben Punkte.

## Spielbericht
Nach einem verhaltenen Beginn starteten die Giants einen ihrer bekannten langen Angriffsserien, den Kicker Matt Bahr nach 6:15 Minuten mit einem Field Goal zum 3:0 für New York abschloss. Die Bills schlugen kaum 90 Sekunden später mit einem Field Goal von Kicker Scott Norwood zurück (BUF 3 – NYG 3) und gingen wenig später durch einen langen Drive von Quarterback Jim Kelly in Führung, den Runningback Don Smith zum Touchdown abschloss (Extrapunkt Norwood, BUF 10 – NYG 3). Die Bills erhöhten zum 12:3, als Bills-Defensive End Bruce Smith den Giants-Quarterback Jeff Hostetler in der Endzone für ein Safety tackeln konnte, wobei die Giants nur knapp einem Defensivtouchdown entgingen, da Hostetler den Football gerade noch so festhalten konnte. Hostetler revanchierte sich mit einer erfolgreichen Angriffsserie, die er mit seinem 14-Yards-Wurf auf Wide Receiver Stephen Baker vollendete: Nach dem Extrapunkt von Bahr stand es zur Halbzeit somit 12:10 für Buffalo.
Die Giants starteten das dritte Viertel mit einem der längsten Angriffsserien der Super-Bowl-Geschichte (9:29 Minuten), den Runningback Ottis Anderson in die Endzone lief: nach Matt Bahrs Extrapunkt stand es 17:12 für New York. Die Bills schlugen mit einem Touchdown-Lauf von Thurman Thomas zurück (Extrapunkt Norwood, BUF 19 – NYG 17). Die Giants fuhren wieder einen ihrer langen Drives (7:32 Minuten), den die Bills drei Yards vor der Endzone stoppten: So schoss Kicker Matt Bahr New York aus kurzer Distanz um 20:19 wieder in Front. Mit 2:16 Minuten Restspielzeit führte Bills-Quarterback Jim Kelly Buffalo an die 29-Yards-Linie, so dass acht Sekunden vor Schluss Kicker Scott Norwood aus 47 Yards ein Field Goal versuchte. Der Schuss ging rechts vorbei, und die Giants hatten gewonnen.
Zum Super Bowl MVP wurde Giants-Runningback Ottis Anderson (102 Yards Raumgewinn, ein Touchdown) gewählt. Auffällig war, dass trotz des engen Ergebnisses die Giants mehr als doppelt so viel Ballbesitz hatten als die Bills (40:33 Minuten vs. 19:27 Minuten).

## Folgen
Norwoods „Wide Right“ genannter Fehlschuss gilt als einer der berühmtesten Fehlschüsse in der Geschichte der NFL und landete bei einer Wahl von ESPN der „100 größten Sportmomente“ auf Platz 41. Norwood kommentierte später: „Ich habe meine Hüften nicht richtig in den Schuss gedreht bekommen, daher ging er daneben.“ ("I wanted to hit the ball solid and I did... I just didn't get my hips into it enough.")
Das Büchlein, in dem Belichick seine Defensivstrategie entwarf, ist in der Pro Football Hall of Fame ausgestellt.